# Hollerich
Pour les articles homonymes, voir Hollerich (homonymie).
Hollerich (en luxembourgeois : Hollerech ) est l'un des vingt-quatre quartiers de Luxembourg.
En 2025 il comptait 7 781 habitants. Il est situé près du centre-ville, directement au sud-ouest de Ville-Haute, dont 73,1% de non-luxembourgeois.

## Géographie
Le quartier Hollerich a une surface de 160.01 ha et est situé dans la partie sud de la capitale. Il confine au nord à Belair et la Ville-Haute, à l’est au quartier Gare, au sud à Gasperich et Cessange, et à l’ouest à Merl.

## Histoire
Hollerich était une commune du canton de Luxembourg jusqu’au 27 mars 1920, lorsqu’elle fut intégrée à la ville de Luxembourg avec Hamm et Rollingergrund. Du 7 avril 1914 jusqu’à la dissolution de la commune, la section de commune Hollerich-Bonnevoie, englobant l’aire urbaine de Bonnevoie, reçut le titre de ville.
L’ancienne paroisse de Hollerich est déjà connue au Xe siècle. Depuis le Moyen Âge se trouvaient ici, outre des fermes, des carrières de pierres et fours à chaux qui livraient leurs produits dans la ville et forteresse de Luxembourg proches. Très tôt de petites industries se sont installées ici. Après le raccordement au réseau du chemin de fer du Grand-Duché et l’ouverture de la première gare en 1859 l’industrie et le commerce du quartier ont prospéré. La population a doublé en très peu de temps et Hollerich était à la fin du XIXe siècle une des communes les plus dynamiques du pays.
La gare de Hollerich a servi pendant la Seconde Guerre mondiale de point de départ à la déportation civile ainsi que de lieu de rassemblement des enrôlés de force. Un « mémorial à la déportation » a été établi à cette gare.
Les usines de faïencerie Villeroy & Boch étaient à l'origine situées à Hollerich.

## Politique et administration

### Liste des bourgmestres
| Identité                               | Période | Période                                  | Durée         | Étiquette |
| Identité                               | Début   | Fin                                      | Durée         | Étiquette |
| -------------------------------------- | ------- | ---------------------------------------- | ------------- | --------- |
| Jakob Joris (d)                        | 1796    | 1803                                     | 7 ans         |           |
| Mathias Thill (d)                      | 1803    | 1804                                     | 1 an          |           |
| Johann Feller (d)                      | 1804    | 1830                                     | 26 ans        |           |
| Johann-Baptist Metzler (d)             | 1830    | 1848                                     | 18 ans        |           |
| Nikolaus Klensch (d)                   | 1849    | 1858                                     | 9 ans         |           |
| Johann Metzler (d)                     | 1858    | 1861                                     | 3 ans         |           |
| Adolphe Fischer (1828 - 1892)          | 1861    | 3 février 1892 (mort en cours de mandat) | 31 ans        |           |
| Jean-Nicolas Klensch (d) (1834 - 1911) | 1892    | 1901                                     | 9 ans         |           |
| Jean-Pierre Steffen (d)                | 1901    | 1905                                     | 4 ans         |           |
| Jules Fischer (d) (1852 - 1914)        | 1905    | 1909                                     | 4 ans         |           |
| Franz Walter (d)                       | 1909    | 1911                                     | 2 ans         |           |
| Arthur Daubenfeld (d)                  | 1911    | 1917                                     | 6 ans         |           |
| Joseph Palgen (1863 - 1925)            | 1917    | 1917                                     | moins d’un an |           |
| Nicolas Gallé (d)                      | 1918    | 1919                                     | 1 an          |           |
| Michel Flammang (d) (1875 - 1946)      | 1919    | 1920                                     | 1 an          |           |

- Source : (de) Norbert Etringer, Liebes, altes Hollerich, Éditions Émile Borschette, 1989 (OCLC 48588454, lire en ligne), p. 150.

## Population et société

### Sports
Il existait avant 2001 un club de football basé dans le quartier : le CS Hollerich. Il a depuis été intégré au Racing FC Union Luxembourg via deux fusions successives.